# 소피아 토루프
소피아 토루프(덴마크어: Sofia Thorup, 1997년 12월 20일~) 또는 소피야 세르게예브나 프로스비르노바(러시아어: Со́фья Серге́евна Про́свирнова)는 러시아와 덴마크의 쇼트트랙, 스피드스케이팅 선수이다. 러시아 쇼트트랙 국가대표로 2014년, 2018년, 2022년 동계 올림픽에 참가했으며 세계 선수권 대회에서 은메달 2개, 동메달 2개를 획득했다. 이후 2023년에 남편의 국적을 따라 덴마크 국적을 취득했고 덴마크 스피드스케이팅 국가대표로 활동하고 있다.

## 개인사
2019년 6월부터 덴마크의 스피드스케이팅 선수인 빅토르 할 토루프와 교제했으며 2022년 9월 9일에 결혼했다. 이듬해인 2023년 4월 남편의 국적인 덴마크 국적을 취득했다. 덴마크 국적을 취득한 후 쇼트트랙에서 스피드스케이팅으로 전향했고 덴마크 스피드스케이팅 국가대표로 활동하기 시작했다.